# Торджано
Торджа́но (итал. Torgiano) — коммуна в Италии, располагается в области Умбрия, подчиняется административному центру Перуджа.
Население составляет 5700 человек (на 2004 г.), плотность населения составляет 146 чел./км². Занимает площадь 37 км². Почтовый индекс — 6089. Телефонный код — 075. 
Знаменита своим виноделием.
Покровителем населённого пункта почитается святой Варфоломей, день памяти ежегодно отмечается 25 августа.

## Достопримечательности
- Музей вина Лунгаротти (Museo del vino)
- Музей оливкового дерева и оливкового масла (Museo dell'olivo e dell'olio)